# Goran Mujanović
Goran Mujanović (Varaždin, 29. rujna 1983.) bivši je hrvatski nogometaš koji je igrao na pozicji veznoga igrača. 

## Klupska karijera
Goran Mujanović počeo je igrati nogomet u mlađim uzrastima NK Varteksa iz Varaždina a od 2002. do 2005. godine igrao je za seniorski sastav s tim što je sezonu 2002./03. proveo na posudbi u NK Pomorcu iz Kostrene. U svojoj nogometnoj karijeri igrao je još i u belgijskome Liersu SK te ponovno u NK Varteksu zatim u NK Slaven Belupu iz Koprivnice i trenutačno igra u Rijeci. Vjerojatno najveći i najbitniji gol u svojoj karijeri zabio je 29. kolovoza 2013. u uzvratnoj utakmici play-off faze za ulazak u Europa ligu, kada je HNK Rijeka odigrala 2:2 s VfB Stuttgartom u njemačkoj, čime je osigurala povijesni ulazak u Europa ligu, a pogodak je postigao u 94. minuti utakmice.

## Reprezentativna karijera
U hrvatskoj nogometnoj A reprezentaciji još nije nastupio a u mlađim selekcijama ima nastupe u svim dobnim uzrastima i to: do 15, do 16, do 17, do 18, do 19, do 20 i do 21.

## Vanjske poveznice
- Službene stranice  Arhivirana inačica izvorne stranice od 2. lipnja 2013. (Wayback Machine)
- Goran Mujanović na hnl-statistika.com
- Goran Mujanović na Sportnet-u  Arhivirana inačica izvorne stranice od 3. svibnja 2013. (Wayback Machine)